# José Camacho
José Gregorio Camacho Lascarro (ur. 26 kwietnia 1983) – wenezuelski judoka. Dwukrotny olimpijczyk. Zajął piętnaste miejsce w Pekinie 2008 i odpadł w eliminacjach w Atenach 2004. Walczył w wadze średniej.
Uczestnik mistrzostw świata w 2007, 2009 i 2011. Startował w Pucharze Świata w latach 2004, 2008, 2010-2013. Brązowy medalista igrzysk panamerykańskich w 2007; siódmy w 2003 i 2011. Siedmiokrotnie na podium igrzysk Ameryki Środkowej i Karaibów i trzy razy na igrzyskach boliwaryjskich. Zdobył cztery medale igrzysk Ameryki Południowej, a także trzy medale mistrzostw panamerykańskich w latach 2006 – 2011 i mistrzostw Ameryki Południowej.

## Letnie Igrzyska Olimpijskie 2004
| Konkurencja | Eliminacje            | Klas. końcowa |
| Konkurencja | Przeciwnik I          | Miejsce       |
| ----------- | --------------------- | ------------- |
| 90 kg       | Eduardo Costa (ARG) P | 1 runda.      |

## Letnie Igrzyska Olimpijskie 2008
| Konkurencja | Eliminacje              | Eliminacje             | Klas. końcowa |
| Konkurencja | Przeciwnik I            | Przeciwnik II          | Miejsce       |
| ----------- | ----------------------- | ---------------------- | ------------- |
| 90 kg       | Wałentyn Hrekow (UKR) Z | Eduardo Santos (BRA) P | 15.           |